# Blind Spot (Homeland)
"Blind Spot" es el quinto episodio de la primera temporada de la serie de televisión de thriller psicológico Homeland. Se emitió el 30 de octubre de 2011, en Showtime. El episodio fue escrito por Alexander Cary, y dirigido por Clark Johnson.
El único superviviente del grupo de Al-Qaeda que retuvo a Brody durante ocho años es capturado. Saul y Carrie van a interrogarlo, con la ayuda de Brody.

## Argumento
Carrie (Claire Danes) visita a su padre, Frank (James Rebhorn), con la intención de robarle algunas de sus pastillas (también tiene trastorno bipolar). Consigue conseguir algunos, pero su visita se interrumpe cuando recibe una llamada diciéndole que la CIA tiene a Afsal Hamid (Waleed Zuaiter) bajo custodia, que fue el único superviviente de la redada en la que Brody (Damian Lewis) fue rescatado en Irak. Mientras tanto, Saul (Mandy Patinkin) está en el aeropuerto, recogiendo a su esposa Mira (Sarita Choudhury) cuando regresa de la India. Saúl también recibe una llamada sobre el terrorista capturado y tiene que irse inmediatamente, sin poder llevarse a Mira a casa.
Carrie y Saul llegan para interrogar a Hamid. El sargento Brody también ha sido convocado. Brody reconoce a Hamid como su guardia cuando estaba en cautiverio. Se muestran flashbacks de Hamid golpeando severamente a Brody y luego orinando sobre él. Saul lleva a cabo el interrogatorio solo en la habitación con Hamid, mientras que Brody y Carrie miran a la cámara y pueden hablar con Saul a través de un auricular. A medida que avanza el interrogatorio, Brody le da a Saúl detalles de su cautiverio, de modo que Saúl parece omnisciente. Saúl se ofrece a proteger a la familia de Hamid de Abu Nazir, si está dispuesto a hablar. Hamid se queda en la sala de interrogatorios con las luces parpadeando, el aire acondicionado a tope y se escuchan ráfagas intermitentes de música metálica fuerte. Después de muchas horas de este tratamiento, Hamid parece estar listo para cooperar. Dice que no sabe mucho, pero da una dirección de correo electrónico a la que una vez pasó un mensaje. La dirección se remonta finalmente a la universidad donde está trabajando el previamente investigado Raqim Faisel. Poco tiempo después, se averigua la dirección de Raqim. 
Brody se reúne con Estes (David Harewood) y hace una súplica para tener un cara a cara con Hamid. Argumenta que se ha ganado el derecho de confrontar a su torturador, y que necesita dejar atrás ese capítulo de su vida. Estes sabe que tal cosa no debería ser permitida, pero siempre que sea un profesional, está persuadido. Con guardias presentes en la sala, Brody se sienta frente a una mesa de Hamid que está comiendo. Después de algunas burlas de Brody, Hamid le escupe en la cara. Brody agarra a Hamid de su silla y lo tira al suelo. El altercado se rompe rápidamente. Brody se va a casa y descubre que se perdió el partido de Chris (Jackson Pace) karate, pero Mike (Diego Klattenhoff) pudo llevar a Chris. Después de una tensa confrontación con Mike, Brody más tarde entra en la habitación de Chris y lo encuentra rezando. Chris dice que durante ocho años, él y la familia rezaron para que Brody siguiera vivo. Ahora, rezan para que se ponga bien.
Saul llama a Carrie para informarle que Hamid está muerto. De alguna manera había obtenido un fragmento de una hoja de afeitar y se había cortado la muñeca. Carrie, junto con un equipo de agentes, asaltan la casa de Raqim y Aileen, pero ahora está vacía. Carrie sospecha inicialmente de un chivatazo desde dentro de la CIA, especialmente cuando Hamid también termina misteriosamente muerto. 
Saul está en casa con Mira, que está al final de su vida. Dice que está cansada de que su vida gire en torno a Saúl y su trabajo que lo consume todo. Mientras esta conversación continúa, Carrie aparece. Se ha enterado de la reunión de Brody con Hamid y tiene una cinta de la grabación de la cámara con ella. Está furiosa porque a Brody se le permitió tener contacto con Hamid, y señala que en el tiroteo, Brody metió a Hamid en el punto ciego de la cámara, dándole una amplia oportunidad de pasarle la hoja a Hamid. Saul también está enojado porque a Brody se le permitió reunirse con Hamid, pero se niega a llevar las sospechas de Carrie a la cadena de mando, ya que todavía no hay pruebas concluyentes. Carrie dice que lo discutirá con Estes, lo apruebe o no Saul. Saul contesta que si lo hace, será despedida. Carrie sale después de una discusión desagradable.
Carrie va a Langley y limpia su oficina. Luego se presenta en la casa de su hermana Maggie (Amy Hargreaves), ahora un desastre emocional. Con lágrimas en los ojos, le dice a Maggie: "Creo que acabo de dejar mi trabajo". Se queja de no tener el apoyo de nadie, ni siquiera de Saúl. El episodio termina con Carrie incapaz de dormir y contemplando su futuro.

## Producción
El coproductor ejecutivo Alexander Cary escribió el episodio, el segundo de tres créditos de escritura para la primera temporada. Fue dirigido por Clark Johnson, el primero de los dos episodios que dirigió en la primera temporada.

## Recepción

### Audiencia
La emisión original tuvo 1.28 millones de espectadores, lo que supuso un aumento de 180.000 espectadores con respecto al episodio anterior.

### Crítica
Todd VanDerWerff de The A.V. Club le dio a "Blind Spot" una calificación de A, y declaró que "Homeland no es sólo el mejor programa nuevo de la temporada; es el mejor programa que se transmite actualmente en la televisión". Jesse Carp de Cinema Blend pensó que la escena del interrogatorio era "una de las más memorables de una serie ya inolvidable".